# Guillermo Hernández
Guillermo Alejandro Hernández Sánchez (né le 25 juin 1942 à Zacoalco de Torres au Mexique) est un joueur de football international mexicain, qui évoluait au poste de défenseur.

## Biographie

### Carrière en sélection
Avec l'équipe du Mexique, il joue 55 matchs (pour 2 buts inscrits) entre 1966 et 1973. 
Il figure dans le groupe des sélectionnés lors des coupes du monde de 1966 et de 1970. Lord du mondial 1966, il joue deux matchs : contre la France et l'Angleterre. Lors du mondial 1970, il dispute à nouveau deux matchs : contre l'Uruguay et l'Union soviétique.
Il participe également aux JO de 1964 organisés à Tokyo, compétition lors de laquelle il dispute deux matchs.

## Palmarès
Club América
- Champion du Mexique (1) :
  - Champion : 1970-71.

- Coupe du Mexique (1) :
  - Vainqueur : 1973-74.